# Гендерлект
Гендерле́кт (от англ. gender — род и др.-греч. διάλεκτος — диале́кт) — особенности речи женщин и мужчин в пределах одного национального языка, включая лексику, грамматику и стиль. Характерный пример гендерлекта — японская женская речь. Отмечается также в некоторых женских по происхождению фонетических инновациях испанского языка Аргентины. Другим примером гендерлекта является сохранение восео в «женской» речи носителей андской разновидности испанского языка Венесуэлы, а также различия в употреблении личных местоимений по диалектам Колумбии. Благодаря бурному развитию гендерной лингвистики (лингвистической гендерологии), учёные пришли к выводу о том, что мужчины и женщины в речи используют совершенно разные коммуникативные стили и стратегии, что позволяет считать гендерлект реально существующим социальным явлением.

## Теории возникновения гендерлекта
До настоящего времени исследователи не добились принципиального согласия относительно истинного характера гендерлекта. Однако существует ряд теорий и гипотез о возникновении речевых различий у мужчин и женщин.

### Теория социализации
По мнению гендерных исследовательниц Робин Лакофф и Элинор Окс, гендерлект является результатом социализации раннего детства. Они считают, что ребёнку, в соответствии с его полом, диктуют гендерно специфичную манеру говорить, что и определяет отличия в языке мужчин и женщин. Навязанная в детстве манера речи демонстрирует феминность женщин посредством языка, точно так же, как этот эффект производят например ношение платья с бантами, игра в куклы, отказ от игры в футбол и т. д.

### Принцип мужского доминирования и женского подчинения
Согласно данной теории (авторы — Торне, Хенли, Трёмель-Плётц и Фишман), мужское доминирование определяется как «антология намеренно создаваемых мужчинами гендерных речевых стереотипов». Считается, что мужчины сознательно выстроили свою собственную «мужскую речь» для осуществления доминирования над женщинами и тем самым создали женский язык. Частые перебивания, длинные речевые отрезки и высокая степень прямолинейности при требованиях являются подтверждением такого доминирования. По сравнению с мужчинами, женщины обделены социальным престижем и имеют заниженную самооценку, соглашаясь использовать те речевые конструкции, которые им искусственно навязали мужчины. Женщина в процессе социализации научилась признавать за мужчиной его господство, превосходство и подчиняться ему. По мнению исследователей, представляющих данное направление, женщина ориентирована на тактику «коммуникативного сотрудничества», а мужчина «коммуникативного соперничества».

### Противоположные примеры языковых инноваций в женском гендерлекте, распространяющихся и на мужской гендерлект
В 1970-х—1980-х годах среди женского населения Буэнос-Айреса начала распространяться фонетическая инновация, при которой звуки, передаваемые на письме буквами ll и y слились в один (феномен, получивший название йеизмо (yeísmo) или йотизация), а затем этот звук в женском гендерлекте подвергся процессу сибиляции или реиламьенто (rehilamiento), давшего в итоге звук [ʃ]. Эта ранее типично женская фонема стала модной сначала среди женщин из бомонда Буэнос-Айреса, затем перекинулась на мужчин из высших сословий, затем получила распространение на телевидении и радио и, в конце концов, приняла характер общенациональной нормы. В итоге, к началу XXI века данное произношение стало фактически стандартным в аргентинском варианте испанского языка и отмечается в речи обоих полов.

### Гипотеза «гендерных субкультур»
В конце 1980-х — начале 1990-х годов возникла гипотеза «гендерных субкультур» (Гамперц, Таннен), в которой гендерные различия рассматриваются по аналогии с культурными, осложняющими межкультурную коммуникацию. Позднее Д. Таннен предложила «теорию двух культур», говоря о мужчинах и женщинах как о совершенно непохожих друг на друга организованных группах. Это связано с тем, что с детства они вращаются преимущественно в однополых группах, которым свойственны особые речевые практики, системы ценностей и виды деятельности, разные в мужской и женской средах. На взгляд сторонников гипотезы, во взрослом возрасте это ведёт к непониманию и речевым конфликтам, которые приравниваются к межкультурным. «…Начиная с раннего возраста создаются разные миры, в которых потом живут взрослые мужчины и женщины. Поэтому неудивительно, что женщины и мужчины, стремящиеся к гармонии в их отношениях, часто обнаруживают, что их партнёры не понимают их и даже критикуют».

#### Примеры гендерных субкультур в испанской речи
Более стойкое сохранение архаичного восео в «женской» речи носителей андской разновидности испанского языка Венесуэлы является практическим примером этой теории.
Во внутриколумбийских (горных) диалектах испанского языка (включая г. Богота), различия в употреблении местоимений зависят от пола собеседника. Мужчины, как правило, употребляют местоимение Usted («Ваша милость»), когда обращаются к другим мужчинам сходного возраста и социального положения, а при обращении к женщинам сходного уровня в деловых ситуациях они употребляют местоимение tú (ты). Mестоимение Usted используется мужчинами по отношению к женщинам для создания эффекта доверия или близости. В свою очередь, если женщина хочет показать своё доверие мужчине, она переходит при обращении к нему на tú («ты»), поскольку использование Usted при обращении женщины к мужчине означает её желание сохранить между ними дистанцию.
В центральноамериканских разновидностях испанского языка местоимение «tú» употребляют по отношению друг к другу преимущественно гомосексуалы, в результате чего сфера его употребления за пределами этого круга лиц сузилась.

## Формы гендерных речевых различий
Особенности употребления языка в зависимости от пола говорящего проявляются в различных формах: высота тона, изменение динамики, артикуляции, скорости речевого потока и ударения, стиль речи, количество и построение задаваемых вопросов и прочее. Большинство теорий и исследований о речевом поведении мужчин и женщин основаны на семи отличительных признаках женского языка, предложенных американским учёным-лингвистом Робин Лакофф:
- специализированный словарь (лексикон), связанный с женскими сферами деятельности и интересов;
- использование вопросительных форм и разделительных вопросов, выражающих неуверенность женщины («не правда ли?», «ведь так?»);
- использование вежливых форм и склонность к эвфемизации;
- использование аффективных прилагательных для выражения эмоционального отношения (так мило, очаровательно);
- детализация и точность при обозначении цветов (аквамариновый, розовато-лиловый);
- употребление слов и фраз, смягчающих категоричность утверждения (знаешь, ну как бы, что-то вроде);
- гиперкорректная грамматика.

Впоследствии гипотеза Лакофф стала предметом многочисленных исследований. Памела Фишман, проанализировав разговоры супружеских пар, пришла к выводу, что женщины используют по меньшей мере в шесть раз больше общих и разделительных вопросов, чем мужчины. Таким образом, женщины склонны задавать больше вопросов, чем мужчины.
Женщины в значительно большей степени прибегают к конструированию голоса и просодии, чем мужчины. Ряд философов и социологов считают, что причиной таких различий является анатомическое строение органов речи — гортани и голосовых связок. Женская гортань в среднем меньше, чем мужская, а голосовые связки короче; тем самым основная частота голоса женщин выше, чем у мужчин. Женская речь более динамичная и эмоциональная, в то время как мужчины намеренно избегают очень высоких тональностей и не дают тону длиться внутри слога.
Мужчины и женщины используют в общении разные команды. Согласно исследованиям М. Гудвин, мужчины практически не используют мягкую форму let’s (англ. давайте). Считается, что представители мужского пола чаще употребляют директивные формы, например, «дай», «принеси», «отойди», и другие прямые команды. Речевому поведению мужчин свойственно отстаивать свою точку зрения в разговоре с любым собеседником; тем самым они хотят занять лидирующее положение. У женщин отсутствует доминантность при общении, они лучше умеют слушать и сосредотачиваться на проблемах собеседника.
В целом речевое поведение женщин характеризуется как более «гуманное».
Имеются особенности и в построении высказываний. Согласно проведённым исследованиям, в разговорной речи мужчин на 100 высказываний приходится в среднем по 5 незавершённых высказываний, в то время как в разговорной речи женщин на 100 высказываний приходится в среднем лишь по 2 незавершённых высказывания.

## Критика и оценки
В 90-е годы существование гендерлекта, а также константные признаки, которые в своё время предложила Робин Лакофф, были подвержены критике. Лингвисты пришли к выводу о том, что необходимо изучать речь женщин и мужчин в конкретном контексте: «Гендерлект может исходить лишь из различий и сходных черт коммуникативных стратегий мужчин и женщин в каждой отдельной коммуникативной ситуации».

### Х. Коттхофф
Германский лингвист Хельга Коттхофф утверждает, что различия в мужской и женской речи не столь значительны, не проявляют себя в любом речевом акте и не свидетельствуют, что пол является определяющим фактором коммуникации. Коттхофф говорит о ряде допущенных методологических ошибок. К их числу относят: игнорирование роли контекста, недооценку качественных методов этнолингвистики, гиперболизацию усвоения в детском и подростковом возрасте гендерно специфичных стратегий и тактик общения. Коттхофф отмечает, что необходимо исследовать параметры этих контекстов и их влияние на успешность коммуникации, и что только тогда можно говорить о гендерлекте как социальном феномене. Результаты исследований проведённых Коттхофф показали, что вежливый, нацеленный на сотрудничество, и в целом корректный стиль характерен как для женского общения, так и просто для общения среди лиц с высоким социальным статусом.
«Gender is primarily seen as a category of the social order, not of the person» («Гендер рассматривается как категория, прежде всего, социального порядка, а не как личностная категория»).

### С. Хиршауэр
При изучении гендерлекта С. Хиршауэр предложил учитывать фактор «гендерной нейтральности» (Geschlechtsneutralität). Он привёл в пример ситуации и контексты, когда пол нерелевантен при общении. Согласно Хиршауэру, нет оснований придавать гендеру больше значимости, чем факторам возраста, этнической и социальной принадлежностям, уровню образования, профессии и т. д. В зависимости от ситуации эти факторы могут выходить на передний план, при этом пол не будет учитываться собеседником. Критикуя термин doing gender — перманентное конструирование индивидом своей гендерной идентичности (Уэст и Зиммерман), Хиршауэр предлагает термин undoing gender для ситуаций, где пол собеседников не значим.